# 취리히호른
취리히호른(독일어: Zürichhorn)은 스위스 취리히 호수 동쪽 해안의 호수 아래쪽 유역에 있는 삼각주이다. 이 지역은 스위스 취리히시의 제펠트 구역에 있는 공원과 부두의 일부이다. 정원은 취리히시에서 가장 인기 있는 레크리에이션 지역 중 하나이다.

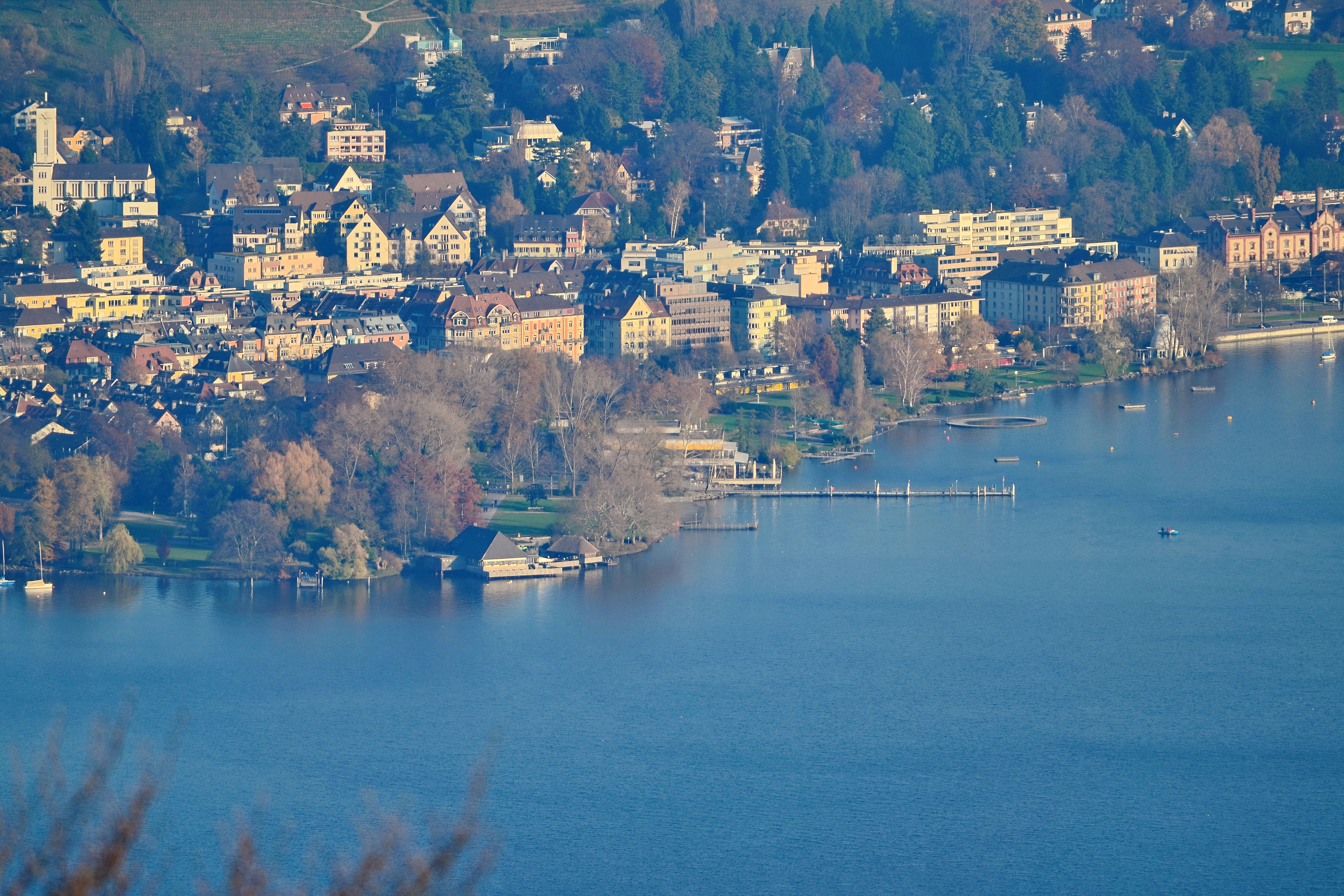
위틀리베르크에서 본 취리히호른

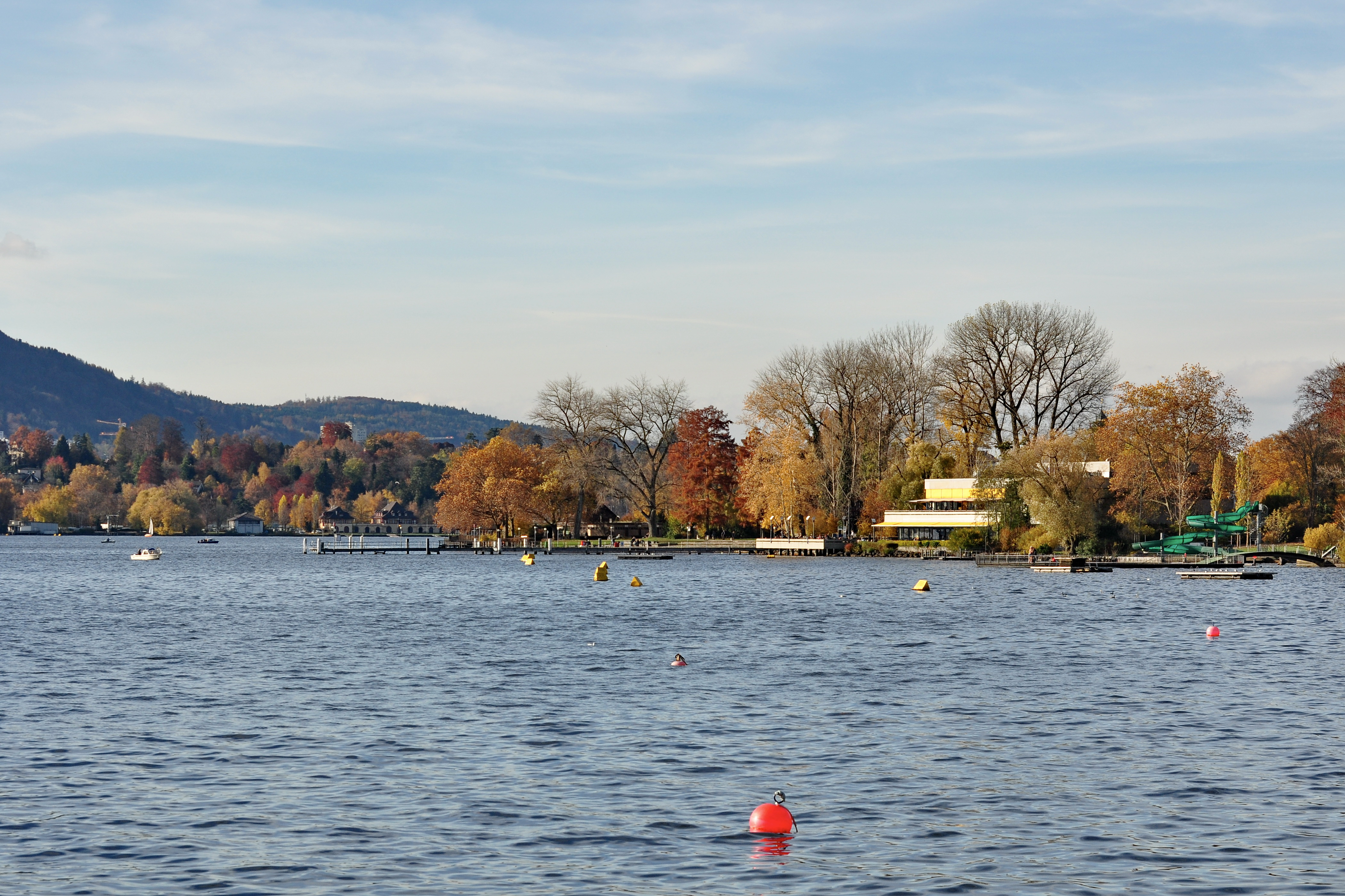
취리히 티펜브루넨에서 본 취리히호른

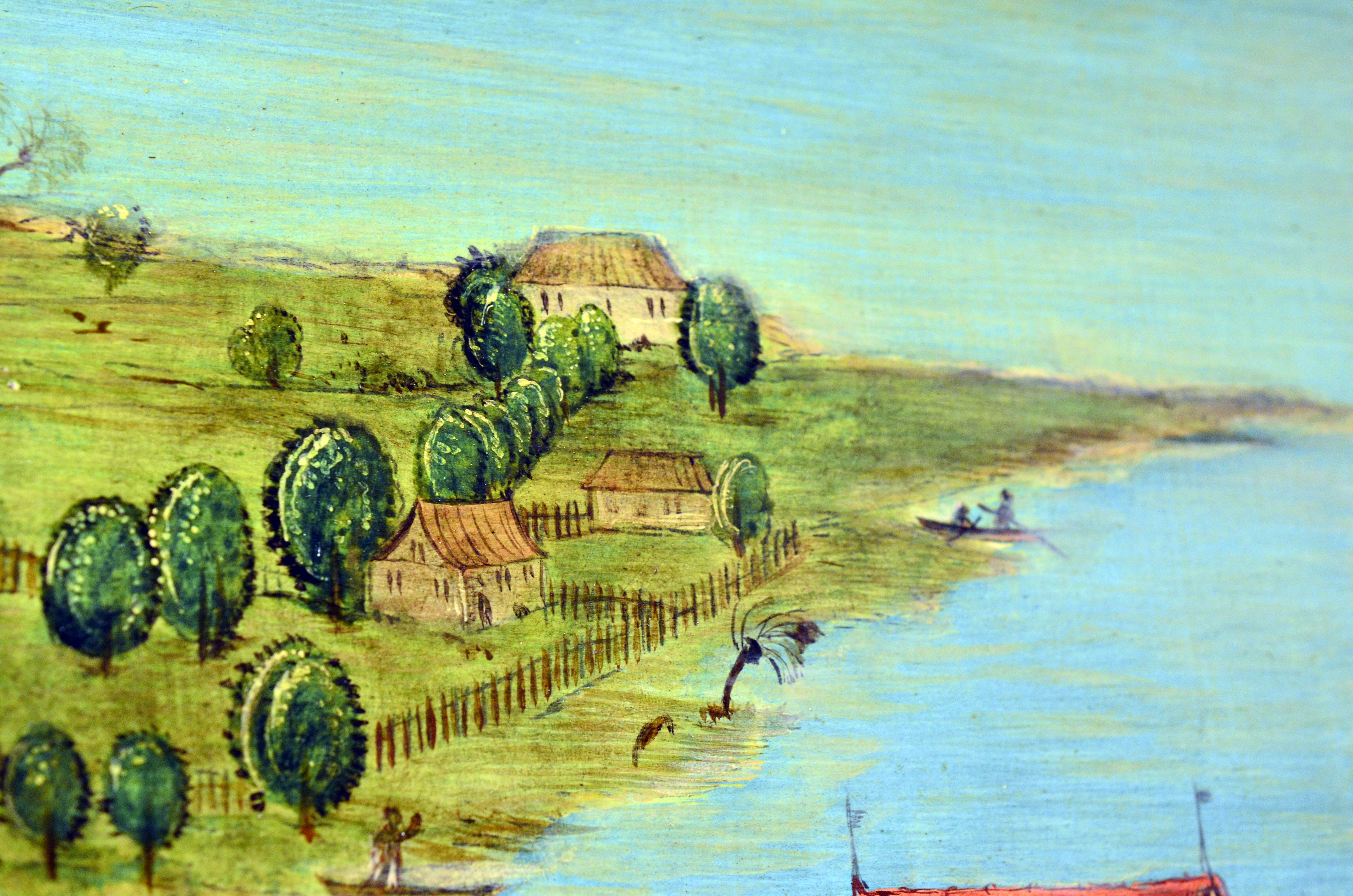
취리히호른, 16세기 초 한스 로이 더 엘더

## 지리
취리히호른은 주로 빌트바흐 및 베렌바흐 로도 알려진 혼바흐 하천에 의해 형성되었으며, 이 하천은 오늘날 티펜브루넨 리도와 취리히 호수로 향하는 ZSG(취리히제 - 해운게젤샤프트) 상륙 게이트 사이의 콘크리트 운하에 흐른다. 린트 빙하가 후퇴한 마지막 빙하기를 끝내고 린트 빙하의 빙퇴석을 통해 파낸 베렌바흐 시내는 소위 몰라세(molasse)라 불리는 암석 지대와 만나 삼각주 강을 붙였다. 취리히호른에서 각각 제펠트 분기가 형성되었다.

## 교통
취리히호른은 도보(벨뷰에서 20분 거리) 또는 대중교통을 이용하면 편리하다. 취리히 트램 노선 2 및 4와 버스 노선 33을 타고 회쉬가세(Höschgasse) 또는 프뢸리히 거리 정류장으로 이동하거나 버스 노선 912 및 916을 이용하여 벨뷰에서 중국정원까지 이동한다. 여름 시즌에는 3대의 리마트 보트가 각각 취리히시를 통해 리마트강에 있는 란데스뮤제움 – 볼리스호펜 – 취리히호른 – 스위스 국립박물관 사이를 왕복한다.

## 수상공항 취리히호른
1910년 여름 바겐파브리크 C. & R. 가이스베르커는 취리히호른에서 소위 수상 비행기(비행 보트)로 최초의 시험 비행을 제공했다. 1919년 7월 오스카 비더와 프리츠 리너가 시작한 «스위스 항공 관광 협회»가 취리히에 설립되었다. 비행선을 이용한 관광 비행은 제네바의 취리히호른, 인터라켄/툰, 로카르노, 루가노, 루체른, 로잔-우시, 로만스호른 및 장크트모리츠에서 계획되었다. 수많은 호수가 있는 스위스는 수상 비행기의 사용이 예정된 것처럼 보였으므로 값비싼 공항을 건설할 필요가 없었다. 그러나 오스카 비더는 야심찬 프로젝트가 실현되기 전에 사고로 사망했지만, 각각 취리히호른(2010년 기준) 지역에서 슈트란트바트 티펜브루넨 (lido) 수상 비행기로 운항하는 스위스 항공사 Ad 아스트라 아에로, 그 중 Macchi -Nieuport 7척과 사보이아 비행정 5척, 최초의 대형 비행정 드른니어 발 등이 있다.

## 콰이안라겐
하펜 리스바흐, 즉 리스바흐 항구 지역은 제펠트 선착장과 블라터비제 사이에 위치한다. 항구 자체는 개인 소유의 선착장으로 사용되는 엥게항과 같다. 2004년 리스바흐 거리의 인기 있는 개방형 리도의 오래된 키오스크는 건축가 안드레아스 푸리만과 가브리엘레 헤힐러가 설계한 다각형 파빌리온으로 교체되었으며, 지금은 작은 레스토랑이 있다. 제펠트 선착장과 마찬가지로 역사적인 콰이안라겐의 일부이며 다양한 디자인 기간의 공원 디자인을 결합한다. 돌기둥 클라우스스투드(Klausstud)는 원래 호수에 서 있었고 취리히 공화국의 중세 금지령의 경계를 설정하는 역할을 했다. 그곳에서는 도시 어부의 어업권도 종료되었고, 여기에서 아인지델른 수도원 순례자들은 기도와 노래의 음량을 낮추어 개신교 도시에 대한 영광을 증명했다. 부두 건설에 매립지가 있기 때문에 기둥은 공원 중앙에 서 있다. 헨리 무어의 조각품은 Sheep Peace로 명명되었으며 1976년에 기증되었다. 스위스 건축가 르 코르뷔지에의 작품을 전시하는 미술관인 파빌리온 르 코르뷔지에(Pavillon Le Corbusier)는 제펠트콰이와 블라터비제 사이에 있다. 블라터비제와 벨리베 거리 사이, 1993년 취리히 중국정원(Chinagarten Zürich)이 개장했다.
명소로는 장 팅겔리의 호이레카(Heureka, 유레카), 블라터비제의 취리히 중국 정원, 북동쪽 르 코르뷔지에가 설계한 건물, 이전에는 각각 르 코르뷔지에관(Pavillon Le Corbusier)이라고 명명된 하이디-베버-박물관을 포함한 다양한 조각품이 있는 넓은 공원과 부두가 있다. 삼각주의 남동쪽에는 슈트란트바트 티펜브루넨(Strandbad Tiefenbrunnen)이 있다. 레스토랑 피쉬스투베(Restaurant Fischstube)는 1939년 스위스 국립 전시회의 일환으로 지어졌으며 취리히 시내에서 초가지붕이 있는 유일한 집으로 찬사를 받고 있다.
취리히호른의 많은 주요 행사 중에는 스위스 국가박람회 1939(스위스 국가 박람회, 일반적으로 Landi39), 1959년 스위스 조경박람회 G59, 1991년 국가 연구전시회 유레카(Heureka) 등이 있다. 1989년부터 스위스에서 가장 큰 야외 영화관인 키노 암 제(호수 위의 영화관)가 7월 중순부터 8월 중순까지 취리히 호숫가의 취리히호른에서 열린다. 호숫가 공원은 매년 250만 명의 방문객이 방문한다.

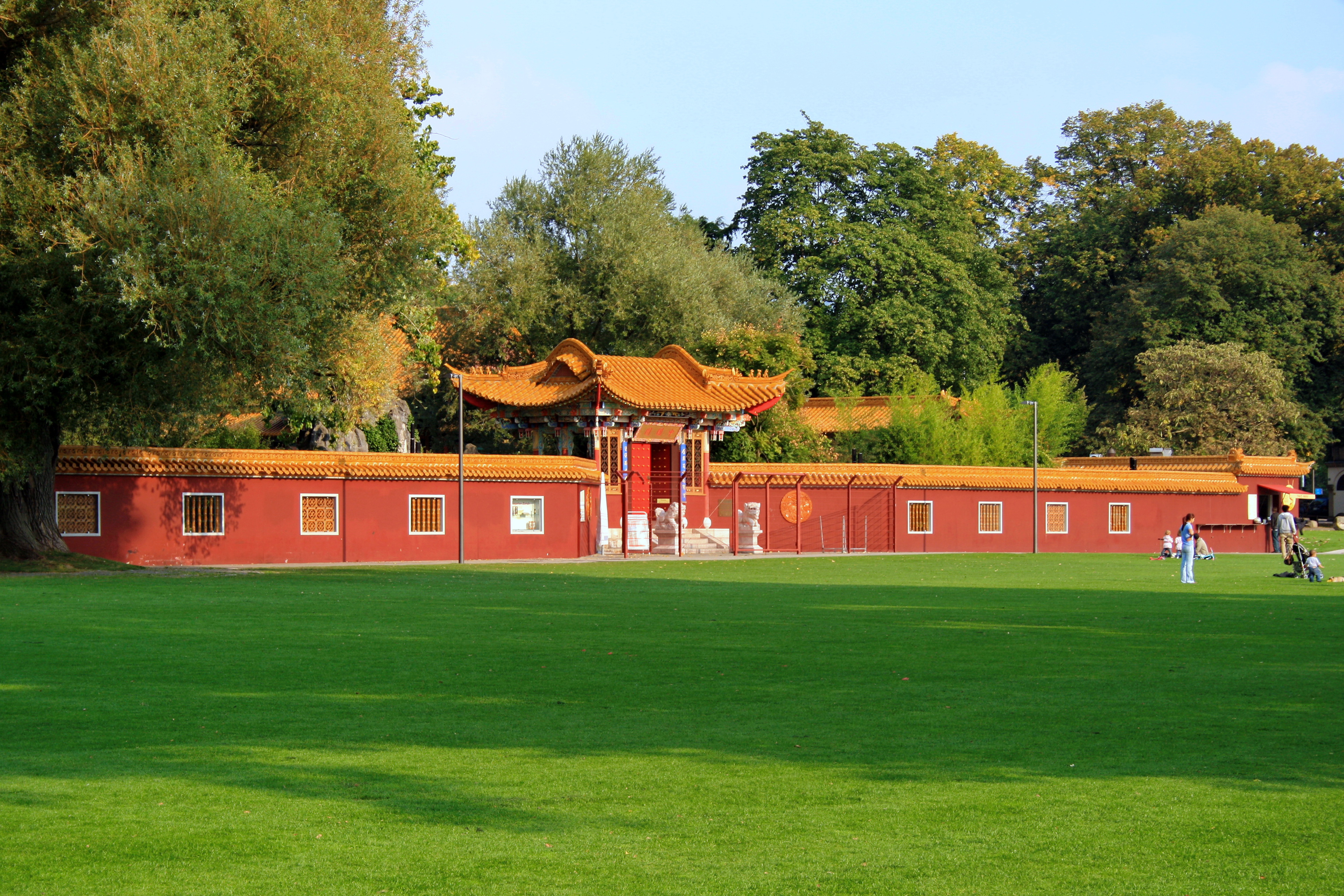
취리히 중국 정원
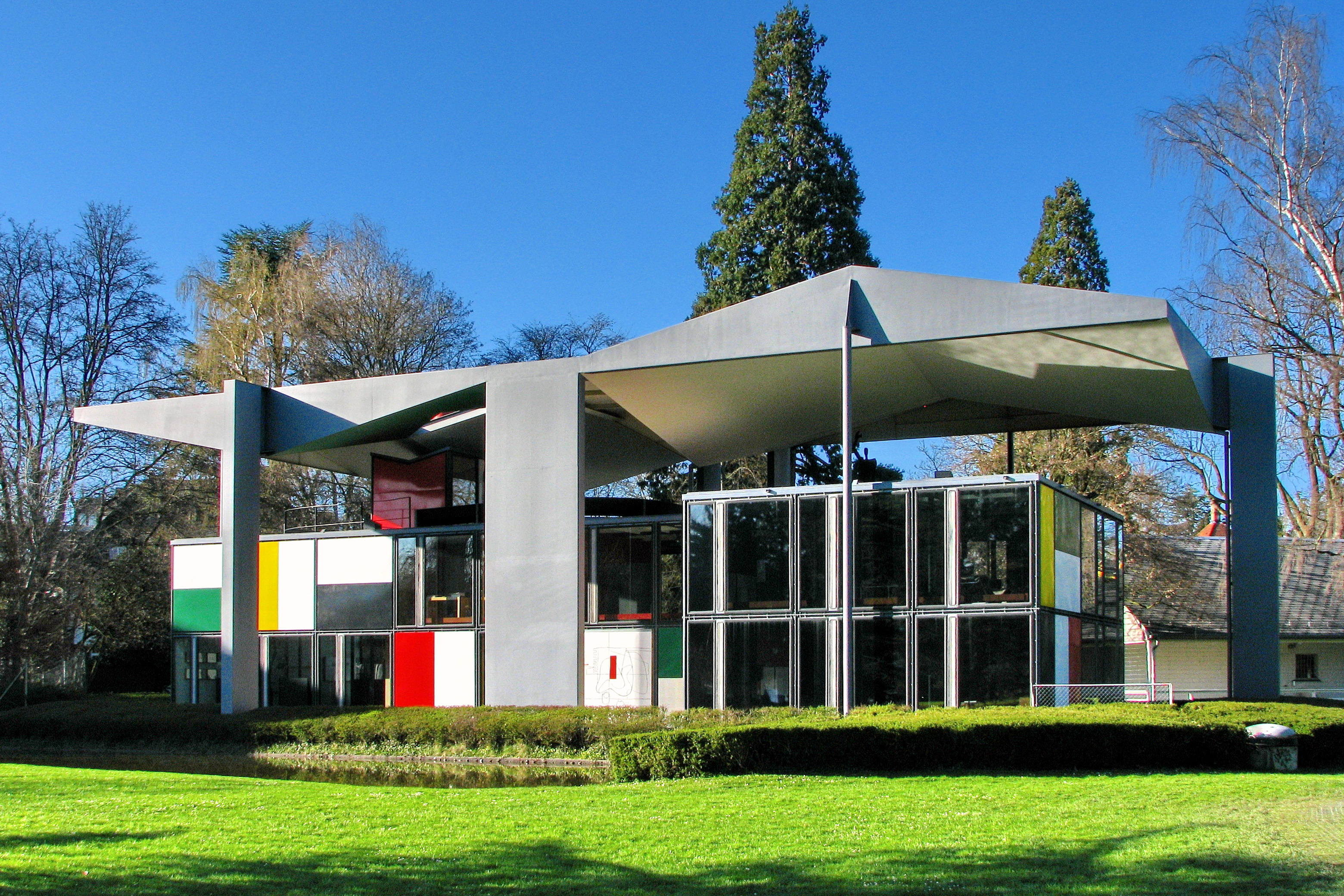
르 코르뷔지에관
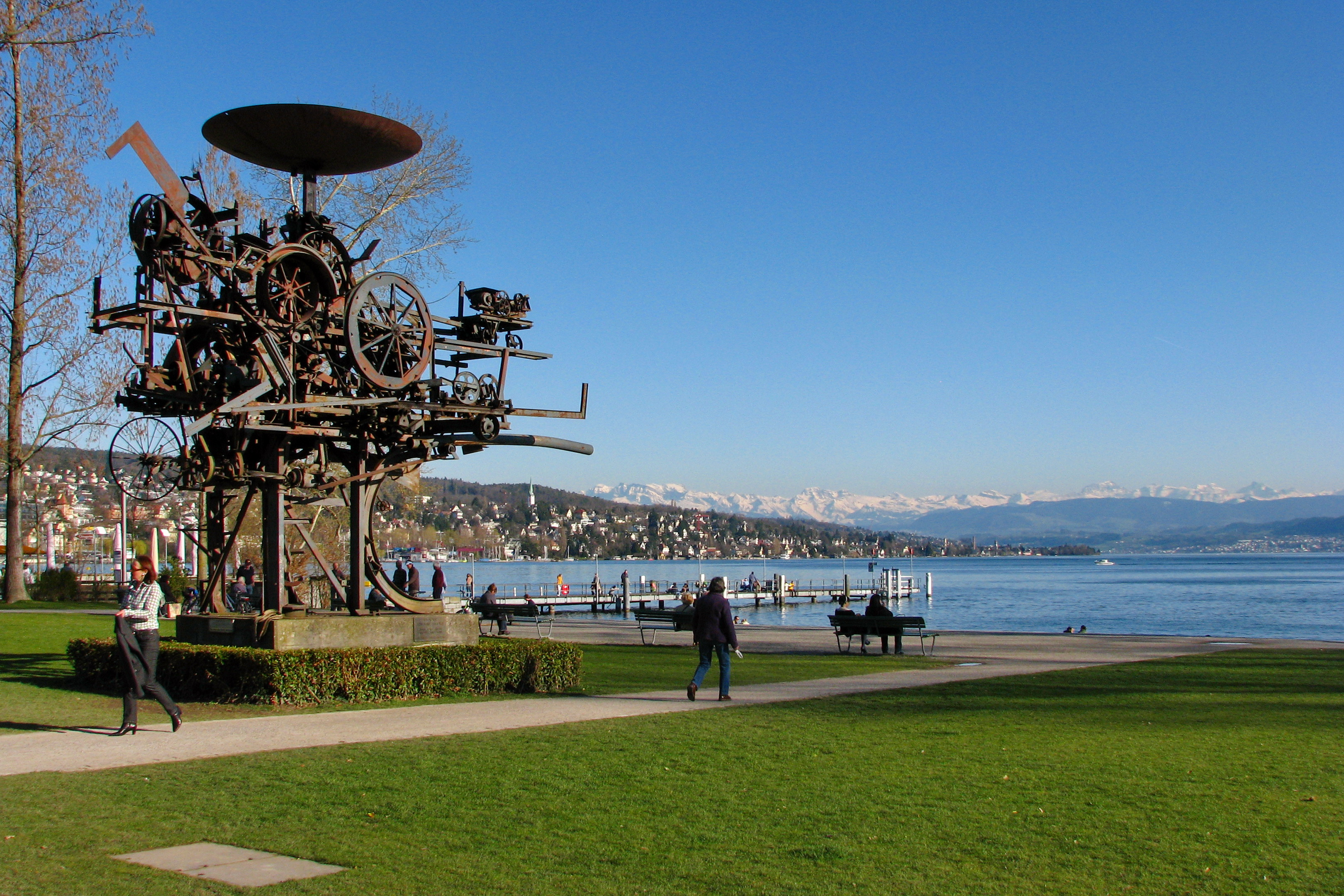
장 팅겔리의 유레카
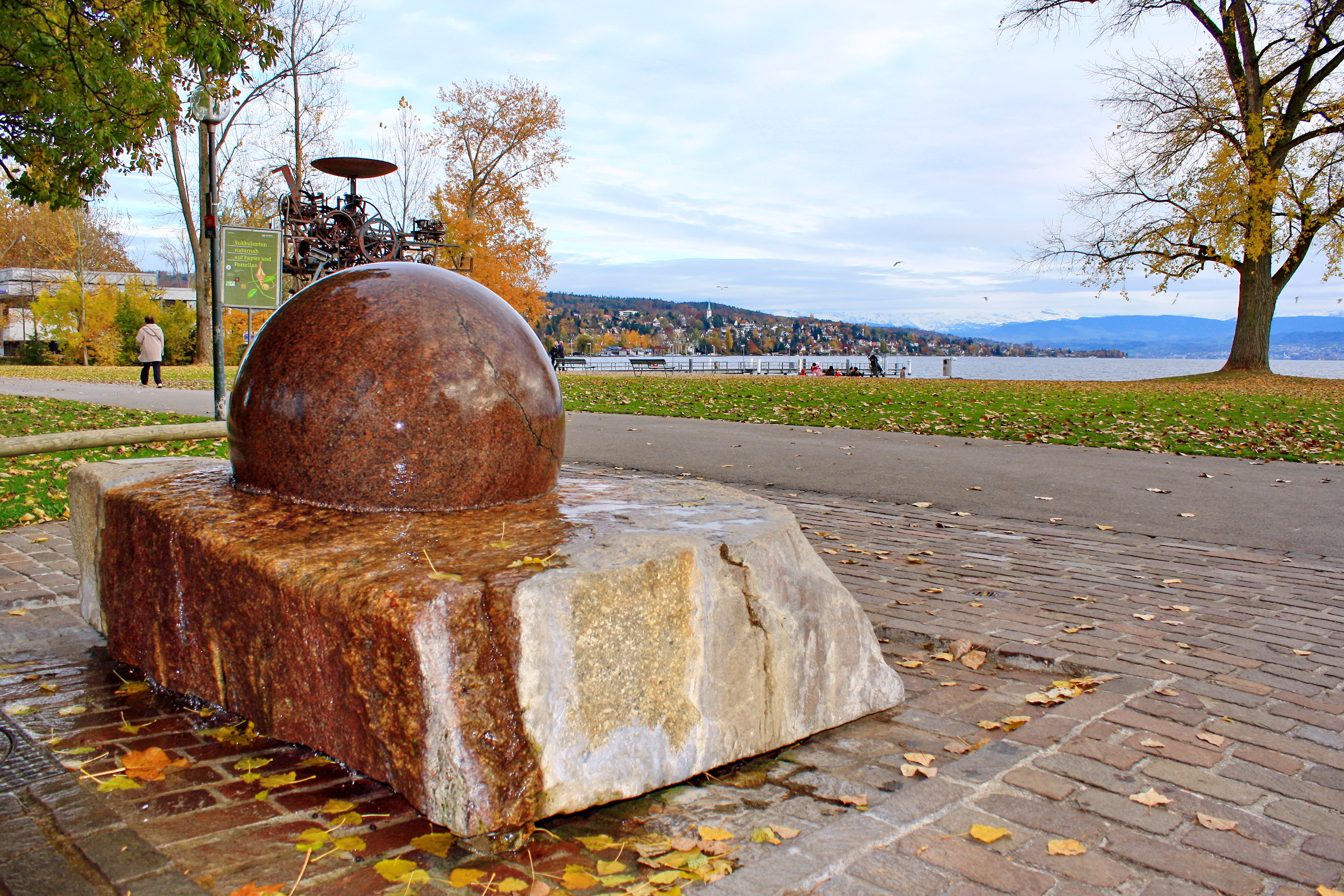
쿠겔브룬넨, 1984년 현상전 유물
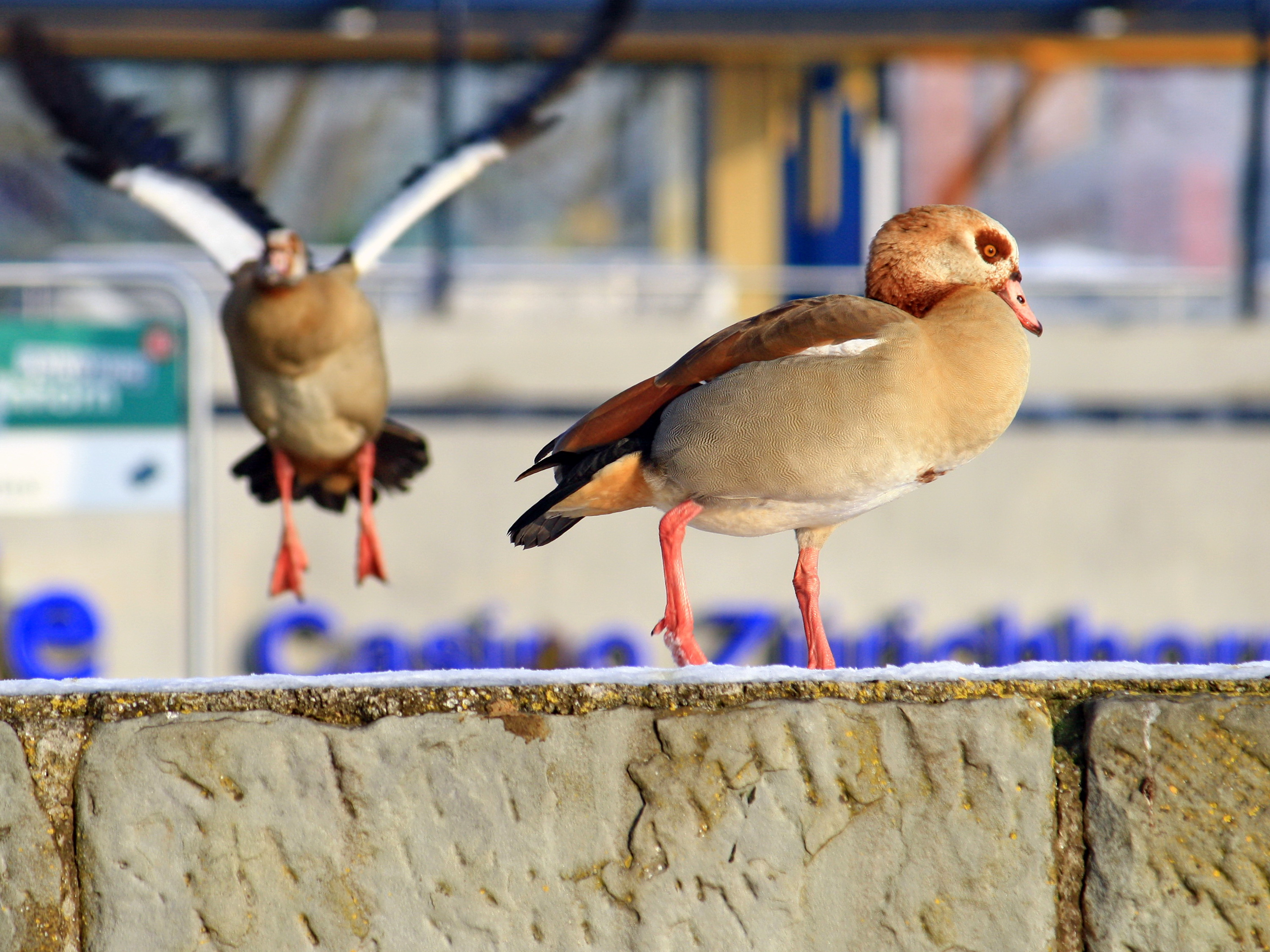
취리히호른의 이집트거위
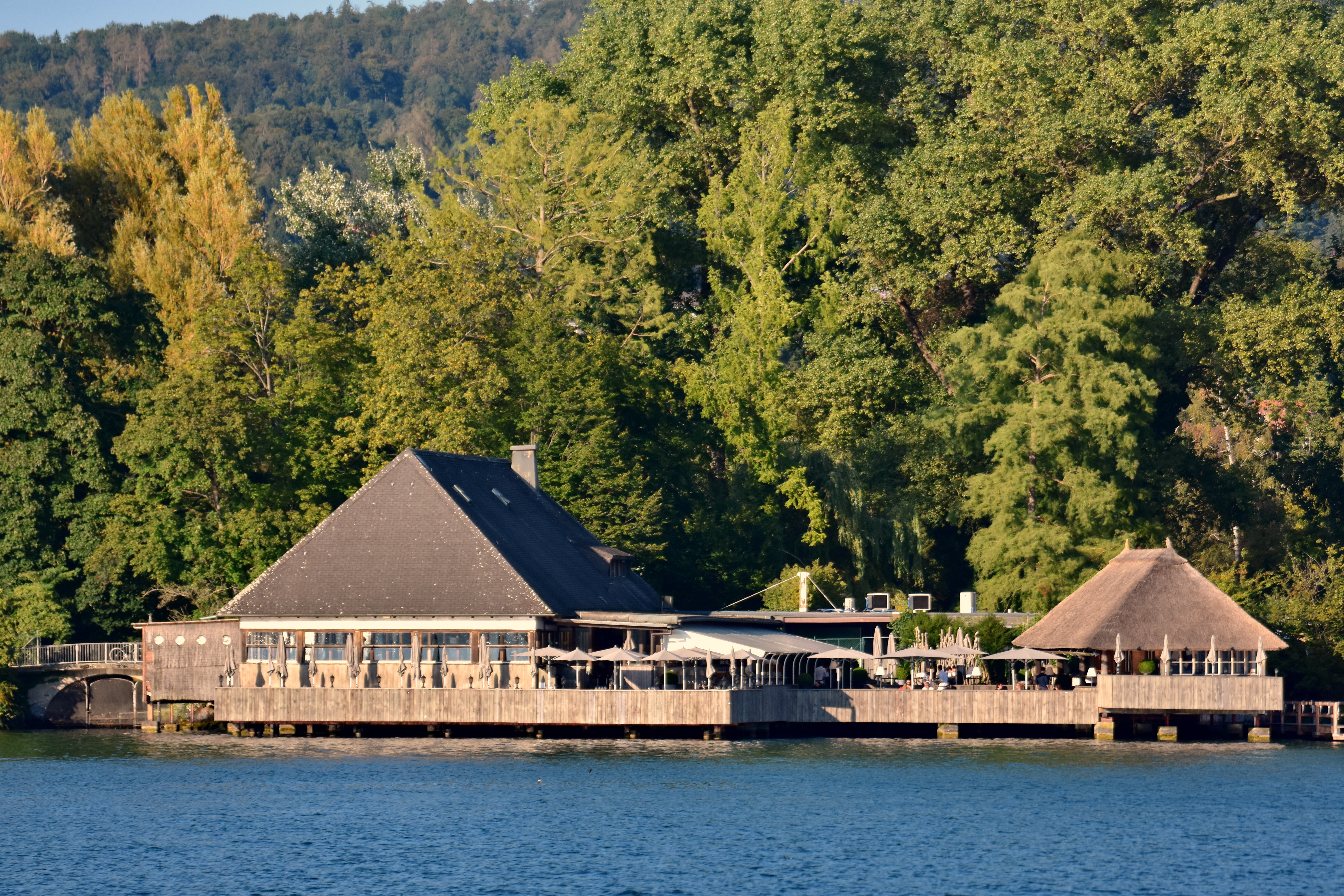
레스토랑 Fischstube
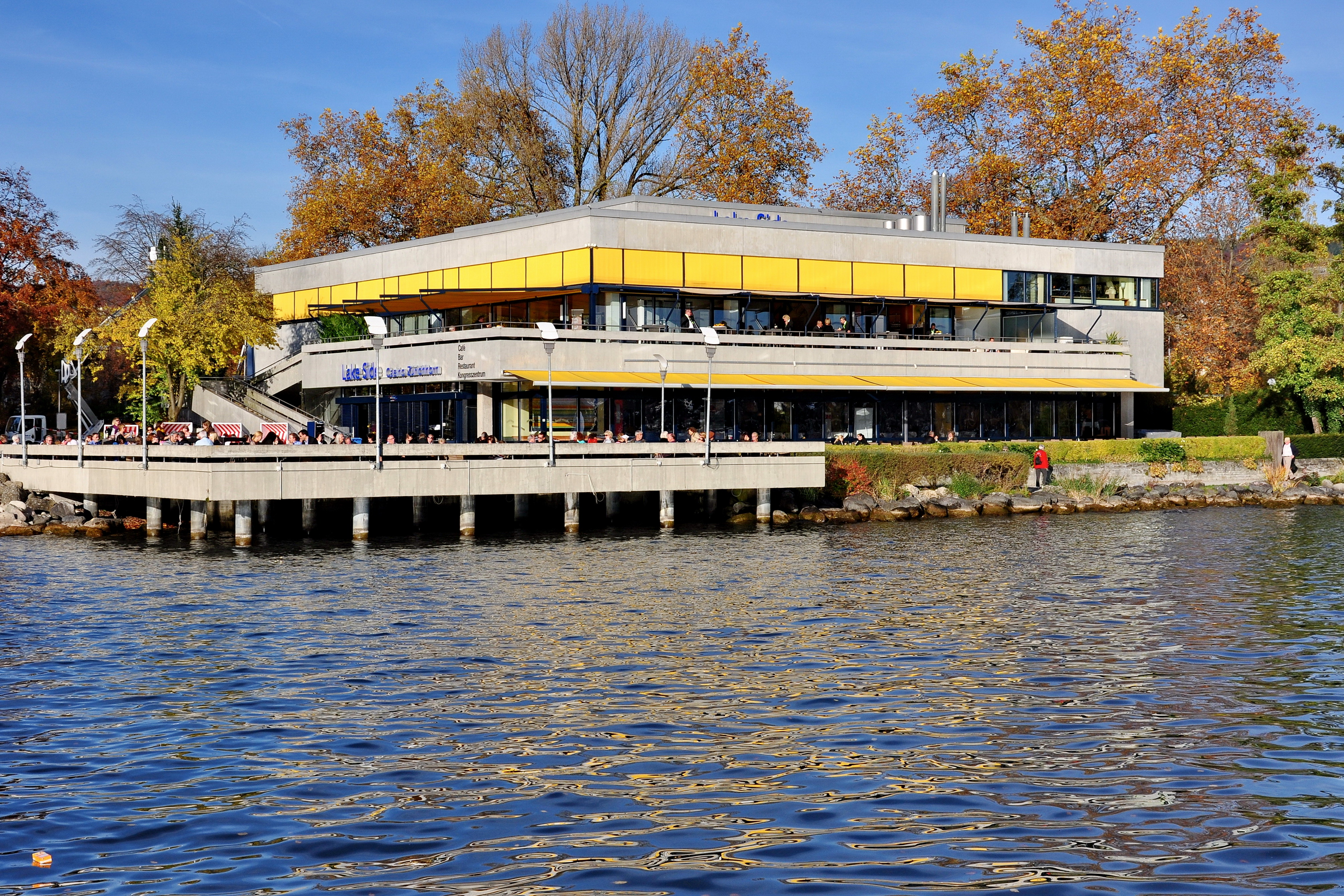
카지노 Lake Side Zürichhorn
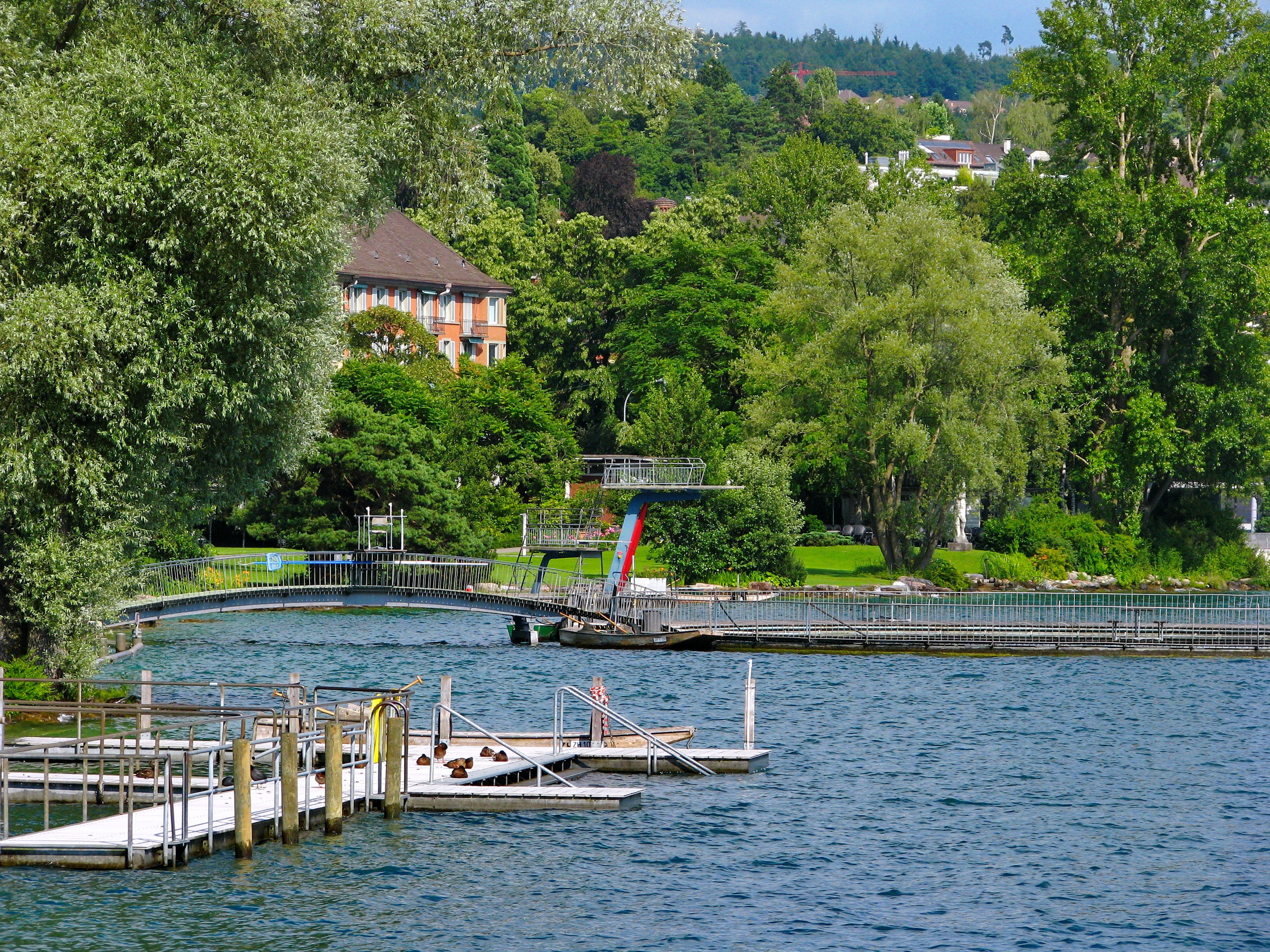
슈트란트바트 티펜브루넨 리도(옥외수영장)
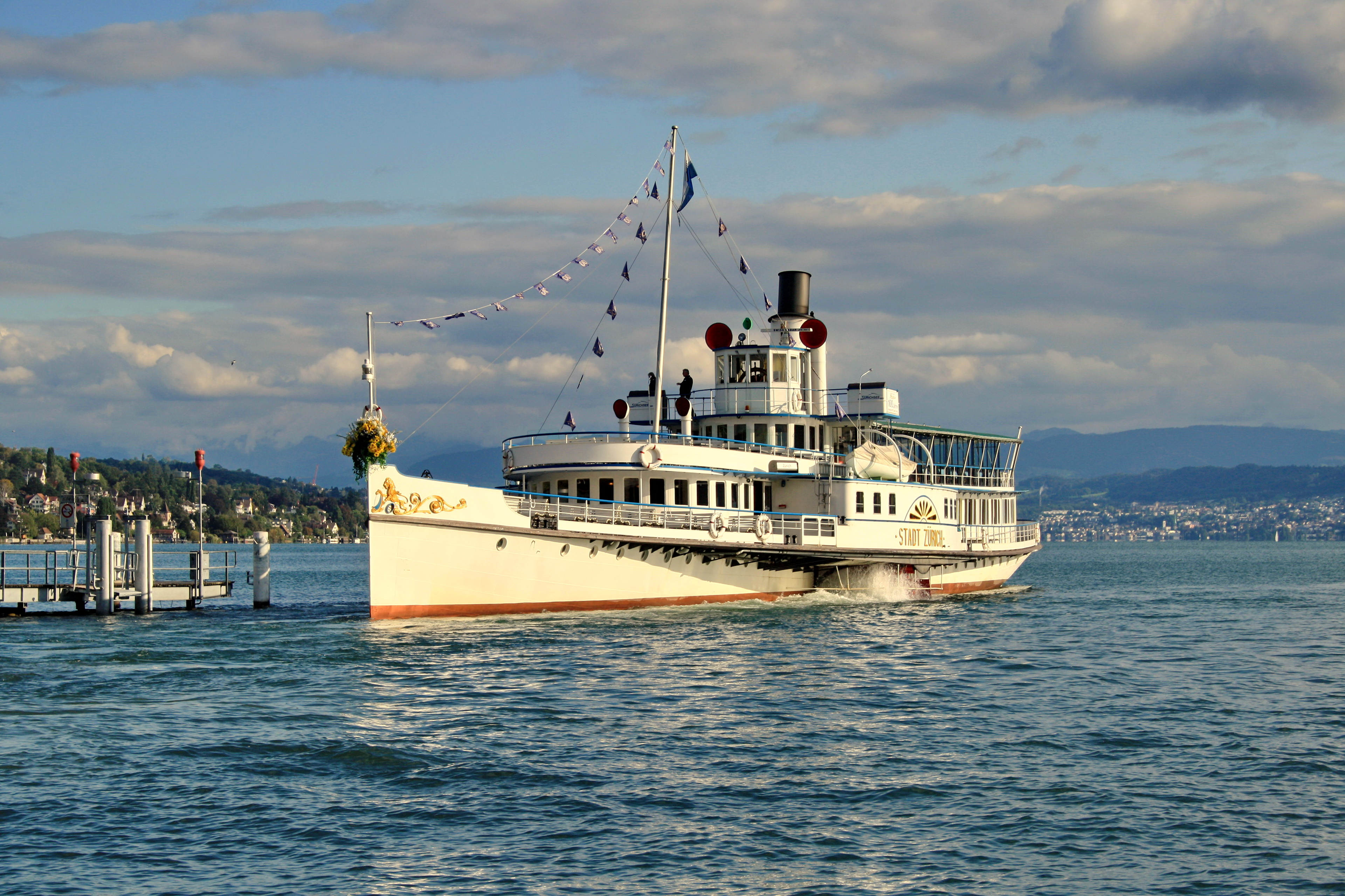
ZSG 증기 패들 슈타트 취리히, 취리히호른 선착장

## 역사
1238년에 오틴바흐 하천이 처음 언급되었으며, 이는 각각 “오토의 개천”에서 파생될 수 있으며 고대 독일인의 ôt는 유산을 의미한다. 당시 사용된 이름 외텐바흐(Oetenbach)는 강둑에 부동산, 어업 또는 기타 권리가 위치한 강을 가리킬 수 있다. 거의 같은 시기에 취리히호른에 외텐바흐 수녀원(Oetenbach Nunnery)이 세워졌고 늪지에서의 경험이 부족했다. 따라서 1280/85년경에 수녀원의 도미니카회 자매들은 취리히시의 요새 안에 있는 린덴호프 언덕에 있는 실뷜으로 이사했고, 또한 북쪽 성벽에 재정을 지원했다.

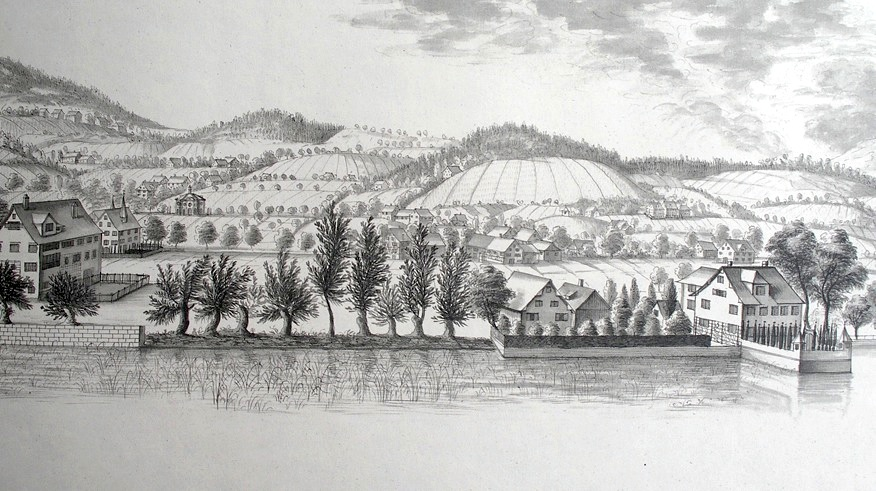
«Solitude» estate, as of today Museum Bellerive, Seefeld-Quai 왼쪽으로(1771)

16/17세기에 부유한 취리히 시민들은 제펠트 지구의 호숫가에 있는 취리히 시의 성벽 외부에 시골 좌석을 지었다. 1840년대에 여러 건설 회사가 취리히호른 주변에 정착했다. 원자재는 (오늘날) 프뢰리히 거리에 기반을 둔 호숫가에 각각 배달되었다. 당시 호른에크는 건설 및 조선 회사의 지역 중심지로 19세기 말까지 개발되었다. 1894년에 철도 노선 레히추프리게 취리히제반이 설립되었으며, 그 이후로 대부분의 회사는 취리히시 서부의 더 매력적인 산업공단(Industriequartier)로 이전했다.
1879/81년 빌트바흐(Wildbach)는 이전 리스바흐(오늘날 취리히 8구)의 반복적인 홍수를 피하기 위해 수정되었다. 그 개울은 취리히 호수 남쪽으로 흘러들어갔고, 그때부터 그 하구 부근에서 호른바흐(Hornbach)라고 불렸다. 1887년 취리히 호수를 개방하면서 사교, 레크리에이션 및 오락을 촉진하기 위해 공원 지역이 제펠트 선착장에서 취리히호른으로 확장되었다. 넓은 공원 풍경은 조경 건축가 오토 프뢰벨과 에바리스테 머텐스에 의해 만들어졌다.

## 국가중요문화재
취리히호른은 스위스 국가 및 지역 중요 문화재 목록에 A급 국가중요문화재로 등재되어 있다.